# Spargania angulifascia
Spargania angulifascia är en fjärilsart som beskrevs av Paul Dognin 1907. Spargania angulifascia ingår i släktet Spargania och familjen mätare. Inga underarter finns listade i Catalogue of Life.